# Kolbeinsey
Kolbeinsey ([ˈkʰolpeinʃˌeɪ]ⓘ) es un islote situado a 105 kilómetros de la costa norte de Islandia, y a 74 kilómetros al norte-noroeste de la isla de Grímsey, en la región de Norðurland Eystra. Su tamaño ha decrecido desde la primera vez que fue medida a principios del siglo XVII, y se espera que desaparezca en algún momento durante la década de los años 2020 por efecto de la erosión.

## Geología
En 1372, se registró una erupción submarina cerca de la dorsal de Kolbeinsey al noroeste de Grímsey. Kolbeinsey es la única expresión subaérea de esta sección de la dorsal Mesoatlántica. Se formó durante el Pleistoceno tardío u Holoceno. Hay indicios de actividad volcánica durante ese periodo hasta por lo menos hace 11.800 años.

## Superficie y erosión
La isla es el punto más septentrional de Islandia y se encuentra al norte del círculo polar ártico. Con un relieve de basalto, desprovisto de vegetación, está sujeta a una rápida erosión de las olas y se cree que podría desaparecer en un futuro cercano, con base en las tasas actuales de erosión.
El tamaño original de la isla se desconoce. Cuando se midió por primera vez en 1616, era de 700 metros de norte a sur y de 100 metros de este a oeste. Antes de 1903, ya había disminuido a la mitad de ese tamaño. En 1986 su superficie era de aproximadamente 40 metros de largo por 40 de ancho, con una altura de cinco metros sobre el nivel del mar. Más tarde se construyó un helipuerto para evitar su creciente degradación, pero para el año 2006 este había colapsado.
En agosto de 2020, el youtuber inglés Tom Scott constató que aún era posible apreciar dos crestas sobresalir de las aguas durante la marea baja.

## Galería

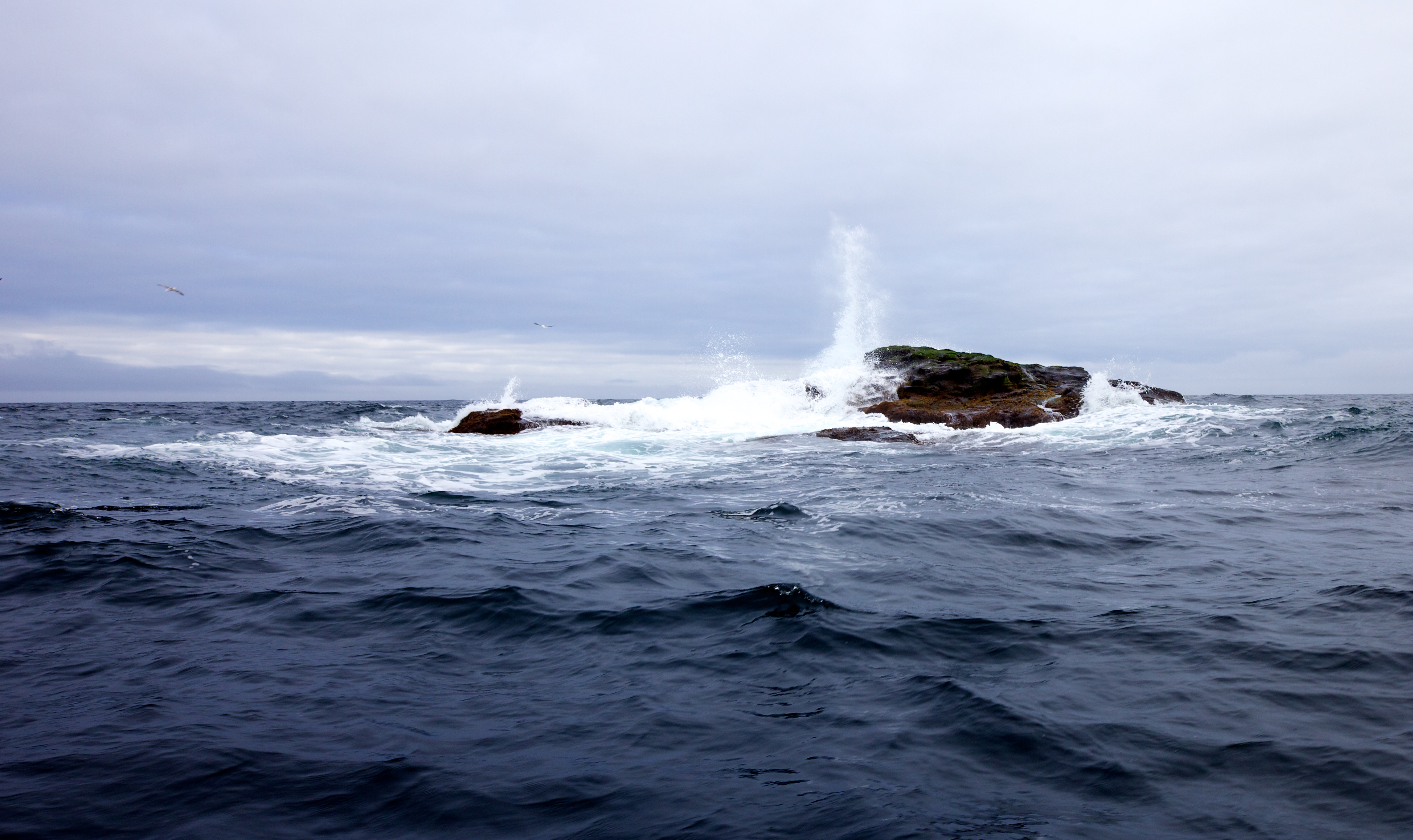